# Ordre de bataille lors de la bataille de Moscou
Ce qui suit est l'ordre de bataille des forces militaires en présence lors de la bataille de Moscou, qui eut lieu du 22 octobre 1941 au 22 janvier 1942 lors de opération Typhon composante de l'opération Barbarossa.

## Forces allemandes

### Groupement Nord
- 9e Armée: général Adolf Strauss
  - 5e Armee Korps
    - 5e Division d’infanterie
    - 35e Division d’infanterie
    - 106e Division d’infanterie
    - 129e Division d’infanterie

  - 8e Armee Korps
    - 8e Division d’infanterie
    - 28e Division d’infanterie
    - 87e Division d’infanterie

  - 23e Armee Korps
    - 102e Division d’infanterie
    - 206e Division d’infanterie
    - 251e Division d’infanterie
    - 256e Division d’infanterie

  - 27e Armee Korps
    - 86e Division d’infanterie
    - 162e Division d’infanterie
    - 255e Division d’infanterie

  - Réserve
    - 161e Division d’infanterie
- Panzergruppe 3: Général Hermann Hoth (sous les ordres de la 9e armée)
  - 6e Armee Korps
    - 6e Division d’infanterie
    - 26e Division d’infanterie
    - 110e Division d’infanterie

  - 41e Panzer Korps
    - 1re Panzerdivision (154 chars)
    - 36e Infanterie Divisionen (motorisierte)

  - 66e Panzer Korps
    - 6e Panzerdivision (254 chars)
    - 7e Panzerdivision (299 chars)
    - 14e Infanterie Division (motorisierte)

### Groupement du centre
- 4e Armée: général Hans Günther von Kluge
  - 7e Armee Korps
    - 7e Division d’infanterie
    - 23e Division d’infanterie
    - 197e Division d’infanterie
    - 267e Division d’infanterie

  - 9e Armee Korps
    - 137e Division d’infanterie
    - 183e Division d’infanterie
    - 263e Division d’infanterie
    - 292e Division d’infanterie

  - 20e Armee Korps
    - 15e Division d’infanterie
    - 78e Division d’infanterie
    - 268e Division d’infanterie
- Panzergruppe 4 Général Erich Hoepner  (sous les ordres de la 4e armée)
  - 12e Armee Korps
    - 34e Division d’infanterie
    - 98e Division d’infanterie

  - 60e Panzer Korps
    - 2e Panzerdivision (154 chars)
    - 10e Panzerdivision (206 chars)
    - 258e Division d’infanterie

  - 62e Panzer Korps
    - 20e Panzerdivision (245 chars)
    - SS-Division Das Reich (motorisierte)
    - 3e Infanterie Division (motorisierte)

  - 66e Panzer Korps
    - 5e Panzerdivision (218 chars)
    - 11e Panzerdivision (175 chars)
    - 252e Division d’infanterie

### Groupement sud
- 2e Armée: général Maximilian von Weichs
  - 13e Armee Korps
    - 17e Division d’infanterie
    - 260e Division d’infanterie

  - 53e Armee Korps
    - 31e Division d’infanterie
    - 56e Division d’infanterie
    - 167e Division d’infanterie

  - 63e Armee Korps
    - 52e Division d’infanterie
    - 131e Division d’infanterie

  - Réserve
    - 112e Division d’infanterie
- Panzergruppe 2 Général Heinz Guderian  (appelée plus tard 2e Panzer Armee)
  - 34e Armee Korps
    - 45e Division d’infanterie
    - 134e Division d’infanterie

  - 35e Armee Korps
    - 95e Division d’infanterie
    - 262e Division d’infanterie
    - 293e Division d’infanterie
    - 296e Division d’infanterie

  - 48e Panzer Korps
    - 9e Panzerdivision (157 chars)
    - 16e Infanterie Division (motorisierte)
    - 25e Infanterie Division (motorisierte)

  - 24e Panzer Korps
    - 3e Panzerdivision (198 chars)
    - 4e Panzerdivision (169 chars)
    - 10e Infanterie Division (motorisierte)

  - 47e Panzer Korps
    - 17e Panzerdivision (180 chars)
    - 18e Panzerdivision (200 chars)
    - 29e Infanterie Division (motorisierte)

## Forces soviétiques

### Front de l'Ouest
Front de l’Ouest sous les ordres du général Ivan Koniev
- 16e armée[N 1],[1] - Lieutenant-général Constantin Rokossovski[2]
  - 38e division de fusiliers
  - 108e division de fusiliers
  - 112e division de fusiliers
  - 214e division de fusiliers
  - 127e brigade de chars
- 19e armée[N 2] - Lieutenant-général Mikhaïl Fiodorovitch Loukine
  - 50e division de fusiliers
  - 89e division de fusiliers (ru)
  - 91e division de fusiliers (ru)
  - 166e division de fusiliers (ru)
  - 244e division de fusiliers
- 20e armée[N 3],[3] - Lieutenant-général Philip Afanassiévitch Erchakov[2]
  - 331e division de fusiliers
  - 352e division de fusiliers
  - 28e brigade de fusiliers
  - 35e brigade de fusiliers
  - 64e brigade de fusiliers
- 22e armée[N 1],[4] - Major-général Vladimir A. Iouchkevitch[2]
  - 126e division de fusiliers (ru)
  - 133e division de fusiliers
  - 174e division de fusiliers
  - 179e division de fusiliers
  - 186e division de fusiliers
  - 256e division de fusiliers
- 29e armée[N 4] - Lieutenant-général Ivan Ivanovitch Maslennikov[2]
  - 178e division de fusiliers
  - 243e division de fusiliers
  - 246e division de fusiliers
  - 252e division de fusiliers
- 30e armée[N 4] - Major-général VA Khomenko[2]
  - 162e division de fusiliers
  - 242e division de fusiliers
  - 250e division de fusiliers
  - 251e division de fusiliers
- Groupe opérationnel du lieutenant-général Ivan Boldine[N 5],[5]
  - 152e division de fusiliers
  - 101e division de fusiliers motorisés
  - 45e division de cavalerie
  - 126e brigade de chars
  - 128e brigade de chars
  - 147e brigade de chars

### Front de Briansk
Front de Briansk sous les ordres du général Andrei Eremenko
- 3e armée[N 6] - Major-général Yakov Kreizer
  - 24e division de fusiliers
  - 232e division de fusiliers
  - 66e division de fusiliers
  - 75e division de fusiliers
- 13e armée[N 1] - Major-général Avksentiev Mikhailovitch Gorodnyanskiy
  - 6e division de fusiliers
  - 121e division de fusiliers
  - 132e division de fusiliers
  - 143e division de fusiliers
  - 155e division de fusiliers
  - 298e division de fusiliers
  - 307e division de fusiliers
  - 141e brigade de chars
  - 43e bataillon de chars
  - 55e division de cavalerie
- 50e Armée (ru) - Major-général Mikhaïl Petrovitch Petrov
  - 217e division de fusiliers
  - 258e division de fusiliers
  - 260e division de fusiliers
  - 269e division de fusiliers
  - 278e division de fusiliers
  - 280e division de fusiliers
  - 290e division de fusiliers
  - 55e division de cavalerie
- Groupement opérationnel du général Arkadi Ermakov (en)[N 4],[2]
  - 2e division de fusiliers de la Garde
  - 160e division de fusiliers
  - 283e division de fusiliers
  - 21e division de cavalerie de montagne
  - 52e division de cavalerie
  - 121e brigade de chars
  - 150e brigade de chars

### Front de Réserve
Front de Réserve sous les ordres du général Semion Boudienny, puis à partir du 9 octobre du général Gueorgui Joukov
- 24e Armée - Major-général Konstantine Rakoutine[N 4],[2]
  - 19e division de fusiliers
  - 103e division de fusiliers
  - 106e division de fusiliers
  - 139e division de fusiliers
  - 160e division de fusiliers
  - 170e division de fusiliers
  - 309e division de fusiliers
  - 144e brigade de chars
  - 146e brigade de chars
  - 138e et 139e bataillons de chars
- 31e Armée - Major-général VN Dalmatov[N 7][réf. souhaitée]
  - 46e division de fusiliers
  - 119e division de fusiliers
  - 183e division de fusiliers
  - 54e division de cavalerie,
  - 8e brigade de chars
  - brigade de fusiliers motorisés du Front de Kalinine.
- 32e Armée - Major-général Sergueï Vichnevski (en)[N 4],[2]
  - 2e division de fusiliers
  - 8e division de fusiliers (ru)
  - 29e division de fusiliers (ru)
  - 140e division de fusiliers
- 33e Armée - Major-général DN Onouprienko
  - 1re division des volontaires du peuple
  - 5e division des volontaires du peuple
  - 9e division des volontaires du peuple
  - 17e division des volontaires du peuple
  - 21e division des volontaires du peuple
- 43e Armée - Major-général Piotr Sobennikov[N 8]
  - 53e division de fusiliers
  - 113e division de fusiliers
  - 149e division de fusiliers
  - 211e division de fusiliers
  - 222e division de fusiliers
  - 145e brigade de chars
  - 148e brigade de chars
  - 3 régiments d'artillerie (obusiers)
- 49e Armée - Lieutenant-général IG Zakharkine